# Heinz Wiegmann

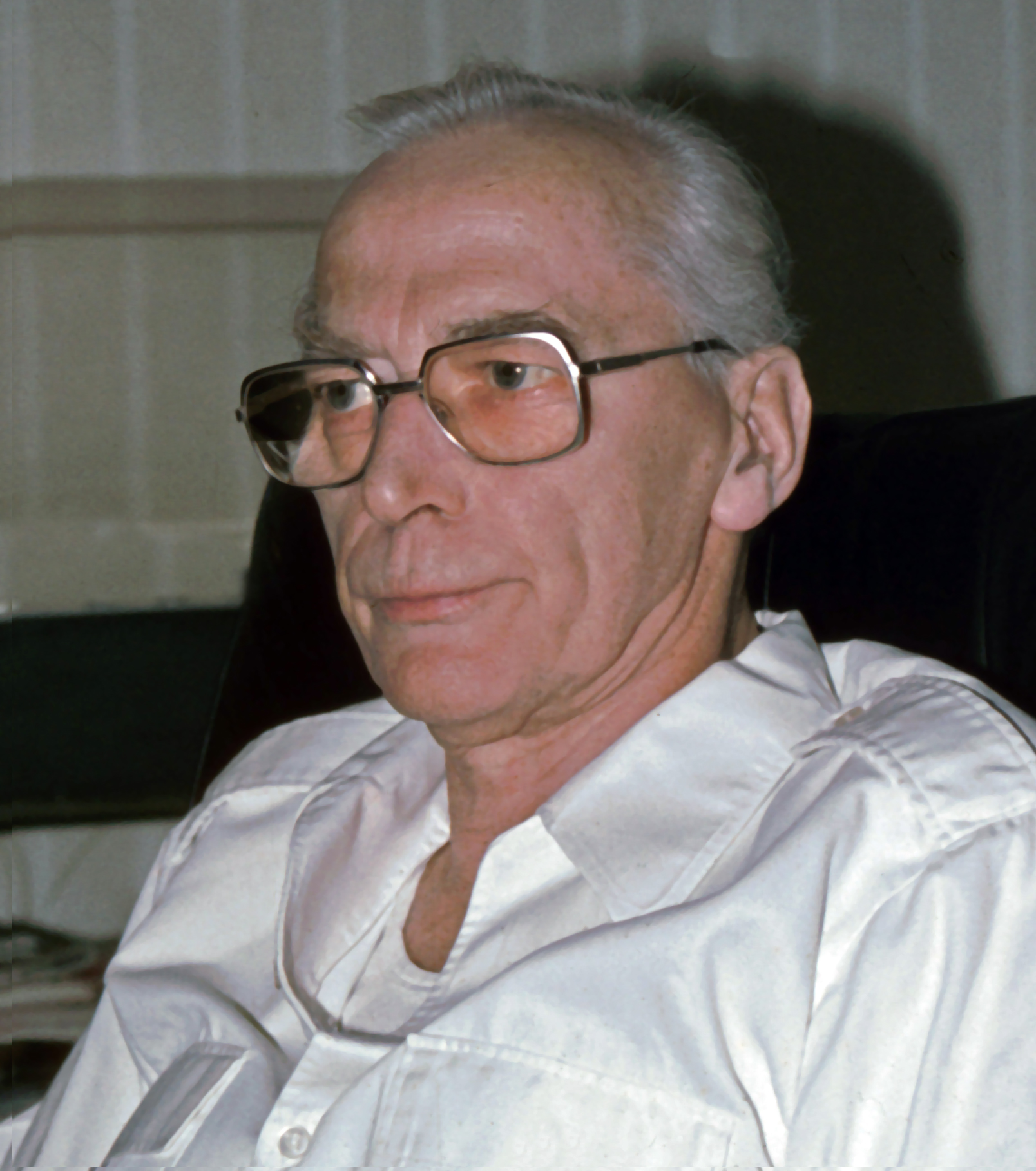
Heinz Wiegmann (1980)

Heinz Wiegmann (* 6. März 1915 in Berlin; † 25. Juni 1981 ebenda) war ein deutscher Arzt und der Gründer der ältesten noch arbeitenden psychosomatischen Klinik in Deutschland.

## Familie und Ausbildung
Heinz Wiegmann wurde am 6. März 1915 in Berlin in der Nähe vom Alexanderplatz geboren. Seine Eltern waren Kaufleute.
1934 legte Heinz Wiegmann das Abitur ab. Danach studierte er Medizin an der Friedrich-Wilhelm-Universität Berlin (heute Humboldt-Universität). 1939 erhielt Wiegmann die Approbation als Arzt und 1941 promovierte er.

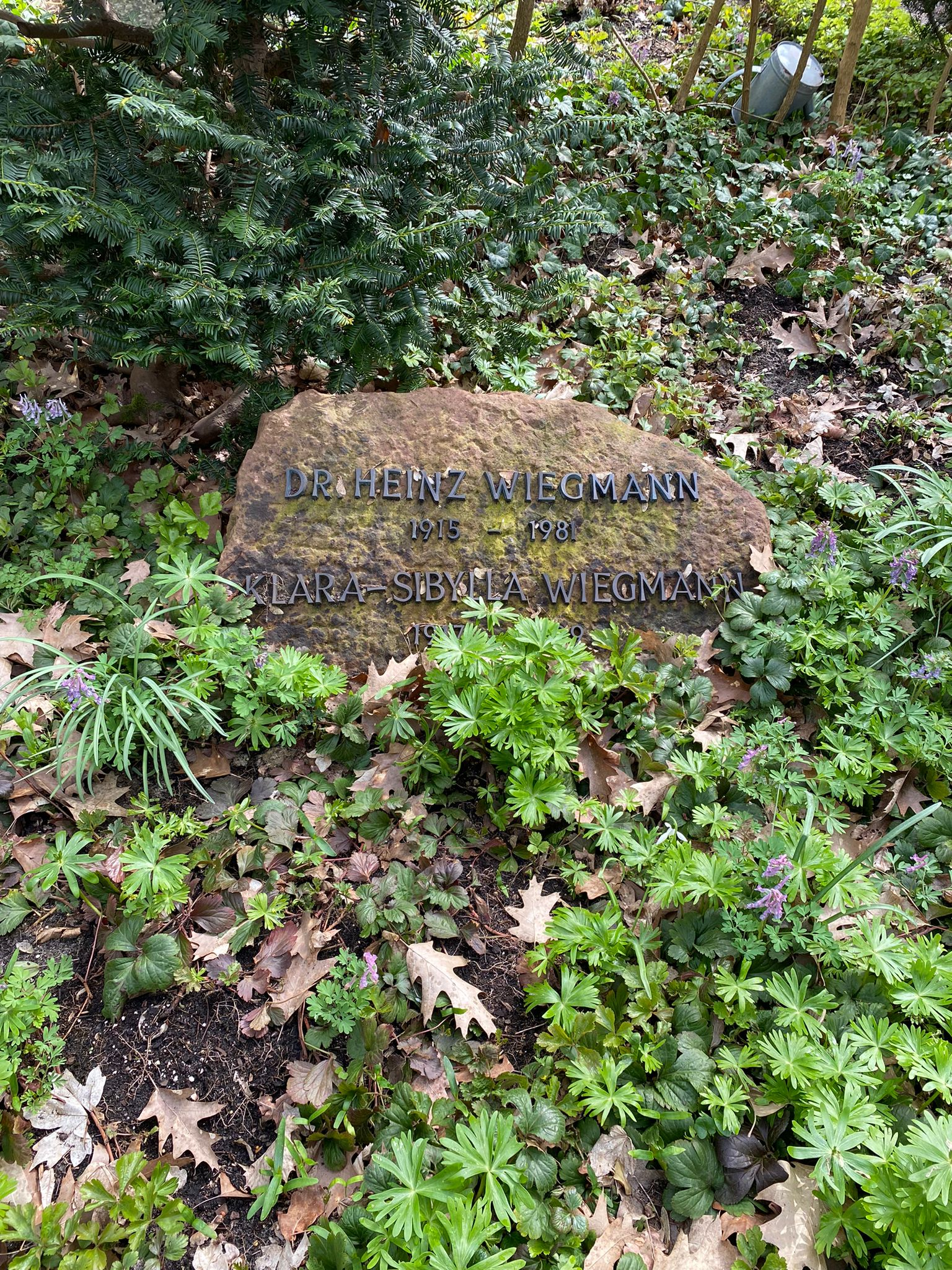
Grabstätte auf dem Friedhof Heerstraße

1936 begann Wiegmann mit einer psychoanalytischen Ausbildung im Deutschen Institut für psychologische Forschung und Psychotherapie, welches auch Reichsinstitut genannt wurde. Die Naziherrschaft erzwang den Zusammenschluss der Psychoanalytiker der Richtungen nach Freud, Jung und Adler und Wiegmann machte sich mit allen Richtungen vertraut. Dem Institut fehlten aber viele damals schon bedeutende emigrierte jüdische Mitglieder.
Am 1. Juni 1942 schloss Wiegmann seine psychoanalytische Ausbildung ab. Er wurde im gleichen Jahr Mitglied im Deutschen Institut für psychologische Forschung und Psychotherapie. Nach dem Krieg wurde er Mitglied der Deutschen Psychoanalytischen Gesellschaft.
Wiegmann heiratete 1947 und bekam 1949 und 1950 zwei Söhne.
Heinz Wiegmann wurde auf dem Friedhof Heerstraße (Abt. II W 13-148) beigesetzt.

## Berufstätigkeit bis zur Gründung der Klinik
Wiegmann trat am 1. März 1940 der NSDAP bei. Über sein Verhältnis zum Nationalsozialismus hat er sich in späteren Jahren nie geäußert. Von 1941 bis 1945 war er Soldat bei der Luftwaffe. Er wurde als Truppenarzt eingesetzt und wurde später Leiter einer Krankensammelstelle. Schließlich erfolgte eine Beförderung zum Stabsarzt.
Von 1944 bis 1945 war Wiegmann als Psychotherapeut in einer Abteilung der Luftwaffe für Soldaten mit psychogenen Störungen tätig.
Nach dem Krieg, vom Mai 1945 bis Dezember 1946 war Wiegmann leitender Amtsarzt vom Berliner Stadtbezirk Charlottenburg.

## Die Wiegmann-Klinik
1939 entwickelte Wiegmann die Idee, eine Klinik für psychogene Erkrankungen zu gründen.
Bei der Planung seiner Klinik konnte sich Heinz Wiegmann kaum auf Vorbilder bestehender Kliniken für stationäre Psychotherapie stützen. Die einzige ältere Klinik, das Sanatorium Schloss Tegel existierte nur von 1927 bis 1931. Ihr Gründer, Ernst Simmel, war Jude und zu Beginn der nationalsozialistischen Diktatur in die USA emigriert. Seine Aufzeichnungen waren damals kaum zugänglich.
In den Kriegs- und Nachkriegsjahren hatte Wiegmann auch nicht die Möglichkeit, sich die analytischen Klinikgründungen in Amerika und England anzusehen.
Am 1. November 1948 eröffnete Wiegmann seine Klinik in Berlin, in der Charlottenburger Halmstraße Nr. 2. Sie hatte 19 Betten. Die Ausstattung allerdings war anfangs noch völlig unzureichend. Das ärztliche Personal bestand neben Heinz Wiegmann anfänglich nur aus einem Assistenzarzt. 1949 zog die Klinik in ein größeres Haus nach Berlin-Grunewald in die Höhmannstraße 2 um. Bei der Eröffnung hatte die Klinik jetzt 36 Betten, die Bettenzahl wurde schrittweise bis auf 54 Betten erhöht. Zum Behandlungskonzept der Klinik gehörten von Anfang an tiefenpsychologisch fundierte Einzeltherapie und Gruppentherapie sowie das Autogene Training.
1968 veröffentlichte Wiegmann in seinem Buch Der Neurotiker in der Klinik die Erfahrungen aus den ersten 20 Jahren der Klinik.
1976 wurde das Therapieangebot der Klinik um die Gestaltungstherapie und 1983 um die Konzentrative Bewegungstherapie erweitert.
1981 starb Heinz Wiegmann. Bis dahin wurden in der Klinik etwa 10.500 Patienten behandelt. Die Ehefrau von Heinz Wiegmann, Clara Sibylla Wiegmann bekam die Konzession, die Klinik weiter zu betreiben. Horst Kallfass übernahm die ärztliche Leitung der Klinik und ab 2001 wurde Frau Dorothee Kress Chefärztin. 2004 wurde die Klinik an die DRK-Schwesternschaft Berlin verkauft. 2005 zog die Klinik an den größten Standort der DRK-Kliniken-Berlin nach Westend um. Hier arbeitet die Wiegmann-Klinik weiterhin im Wesentlichen nach dem Konzept von Heinz Wiegmann.